# Liga Norte Liguria
La Liga Norte Liguria (Lega Nord Liguria) (LNL) es un partido político italiano, federación de la Liga Norte en la región de Liguria desde 1991. 

## Historia
El partido fue fundado en los años 80 por Bruno Ravera como Unión Ligur (Uniun Ligure). Como tal, participó de las elecciones al Parlamento Europeo de 1989 como parte de la coalición Lega Lombarda- Alianza Norte. Entre 1989 y 1990, justo antes de las elecciones regionales, participó en el proceso que originó la Liga Norte en febrero de 1991 a partir de la unión de varios partidos regionalistas del norte de Italia. En ese momento cambió su nombre al actual, convirtiéndose en la federación de la Liga Norte en Liguria, siendo una de las federaciones con más peso en el partido. En las elecciones generales de Italia de 1992 LNL obtuvo el 14,3% de los votos en su región de actuación, su mejor resultado hasta la fecha. 
Entre 1993 y 2010 su miembro Maurizio Balocchi fue el secretario administrativo federal de la Liga Norte, siendo sustituido por Francesco Belsito, miembro de la LNL también. LNL también ha estado representada en los gobiernos de Silvio Berlusconi Sergio Cappelli (1994-1995), Balocchi (2001-2006, 2008-2010), Belsito (2010-2012) y Sonia Viale (2010-2012).
Con los años, el partido sufrió varias escisiones, entre ellas una dirigida por Ravera, que se reintegró de nuevo en 1998 siendo declarado éste "presidente vitalicio". En 2001, un grupo de posturas más separatistas dirigido por Vincenzo Matteucci formó el Movimiento Independentista de Ligur (MIL).
En las elecciones regionales de 2010 la LNL logró un 10,2% de los votos y tuvo por primera vez tres consejeros regionales. En abril de 2012 la LNL se vio envuelta en un escándalo de corrupción, al ser acusado Belsito de blanqueo de dinero, malversación y fraude en los gastos de la Liga Norte, siendo expulsado de ésta. Francesco Bruzzone, que era secretario nacional desde 1998, decidió renunciar también a petición de destacados miembros del partido. Así en el congreso del partido, Sonia Viale fue elegida secretaria de la LNL con el apoyo del 80% de los delegados (115 votos), contra el 20% (28) de su oponente Giacomo Chiappori.